# Рада міжнародних шкіл
Рада міжнародних шкіл (англ. Council of International Schools (CIS)) — об'єднання англомовних міжнародних початкових і середніх шкіл, навчальних закладів вищої освіти та окремих індивідуумів навколо єдиної мети — забезпечення високої якості освіти та виховання майбутніх громадян світу. Усі члени об'єднання співпрацюють для вдосконалення методів і засобів викладання освітніх програм, поєднуючи кращі ідеї, досвід, досягнення в галузі освіти і культурного виховання учнів з усіх куточків земної кулі.
Основним завданням є дослідження, аналізування і перевірка кращих світових досягнень педагогічної практики та акумулювання і формування колективних досвіду і знань для того, щоб забезпечити доступ до них усім членам об'єднання.
Членами Ради є 729 шкіл та 556 коледжів і університетів із 112 країн світу.

## Основні функції CIS
У своїй діяльності Рада міжнародних шкіл опікується кожним своїм членом — чи то вищим навчальним закладом, чи середньою, чи початковою школою, чи ж то і окремими індивідуумами, виконуючи при цьому такі основні функції:
- пов'язує усіх своїх членів у єдину родину міжнародних навчальних закладів і забезпечує їм можливість:
  - поділитися своїми успіхами і досягненнями із усім світом;
  - отримати визнання успіхів і досягнень на світовому рівні;
  - отримати доступ до кращих знань і досвіду у освітніх технологіях, апробованих і реалізованих членами Ради, і накопичених її фахівцями у процесі діяльності;
- допомагає школам знайти і підібрати кращих педагогів для своїх шкіл;
- допомагає навчити наявний педагогічний і допоміжний колектив і підвищити рівень його кваліфікації;
- допомагає запроваджувати у навчальних закладах кращі освітні програми світового рівня і підготувати школу до акредитації та/або авторизації розробниками цих програм;
- пов'язує навчальні заклади із кращими університетами і установами вищої освіти для покращання підготовки майбутніх студентів;
- видає методичні посібники та довідники, проводить семінари, конференції та зустрічі, популяризуючи кращий рівень освіти і виховання та захисту прав і інтересів школярів;
- надає юридичну і консультативну допомогу як членам Ради, так і зацікавленим навчальним закладам з усього світу;
- допомагає школам стати членами Ради.

## Члени і партнери CIS
Рада співпрацює та підтримує партнерські відносини із:
- членами Ради (як акредитованими, так із такими, які прагнуть стати членами і готуються до акредитації);
- освітніми установами і фундаціями, які працюють і співпрацюють в галузі покращення освіти учнів.

Із повним переліком шкіл, які є членами і акредитовані Радою, можна познайомитися у директорії офіційного сайту.
Партнерами CIS є Асоціація коледжів та шкіл Середніх Штатів (англ. Middle States Association of Colleges and Schools (MSA/CESS)) та Західна асоціація шкіл та коледжів (англ. Western Association of Schools and Colleges (WASC)), які застосовують для власного оцінювання методики і протоколи, розроблені та апробовані CIS.
Результатами партнерства із Асоціацією шкіл та коледжів Нової Англії, (англ. New England Association of Schools and Colleges ('NEASC)) та AdvancED є можливість взаємних зарахувань результатів, отриманих в процесі акредитації, і суттєвого зменшення обсягів робіт та затрат шкіл у різних системах акредитації.
Рада також є партнером таких установ як:
- Міжнародний бакалаврат (ib)
- Національний центр перевірки компетентності (англ. National Center for Competency Testing)
- Відділ стандартів національної освіти та оцінювання якості (англ. Office for National Education Standards and Quality Assessment (ONESQA)) та ін.